# شهر گلو بریده
شهر گلو بریده یا شهر آدمکش‌ها (به انگلیسی: Cut Throat City) یک فیلم اکشن، درام و سرقت آمریکایی به کارگردانی رزا که در سال ۲۰۲۰ منتشر شد.

## داستان
داستان فیلم حول محور چهار پسر جوانی می‌گردد که بعد از طوفان سهمگین کاترینا و از سر ناچاری، مجبور می‌شوند که پیشنهاد یک سرقت بزرگ، آن هم درست در مرکز شهر نیواورلئان را قبول کنند.

## بازیگران
- ترنس هاوارد
- وسلی اسنایپس
- تی.آی.
- ایزا گونزالس
- دمتریوس شیپ جونیور
- شامیک مور
- ژول دیوید مور
- کاترینا گراهام
- راب مورگان
- کیان جانسون
- دنزل ویتاکر
- آیزیا واشینگتن
- سم دالی
- ایثن هاک

## انتشار
در ژوئن سال ۲۰۱۸ شرکت Well Go USA Entertainment حقق پخش را برای این فیلم به دست آورد. و درسال ۲۰۲۰ فیلم منتشر شد.

## تولید
فیلمبرداری در دسامبر ۲۰۱۷ در نیواورلئان، آغاز شد.